# Guangzhou Open 2023 - Qualificazioni singolare
Le qualificazioni del singolare femminile del Guangzhou Open 2023 sono state un torneo di tennis preliminare per accedere alla fase finale della manifestazione. Le vincitrici dell'ultimo turno sono entrate di diritto nel tabellone principale. In caso di ritiro di una o più giocatrici aventi diritto a queste sono subentrati le lucky loser, ossia le giocatrici che hanno perso nell'ultimo turno ma che avevano una classifica più alta rispetto alle altre partecipanti che avevano comunque perso nel turno finale.

## Teste di serie
1. Viktorija Golubic (qualificata)
2. Viktória Hrunčáková (ultimo turno, lucky loser)
3. Jil Teichmann (primo turno)
4. Jessika Ponchet (ultimo turno, lucky loser)
5. Harriet Dart (qualificata)
6. Elizabeth Mandlik (ultimo turno)

1. Valerija Savinych (ultimo turno)
2. Moyuka Uchijima (qualificata)
3. Despoina Papamichaīl (qualificata)
4. Alexandra Eala (qualificata)
5. Jana Kolodjnska (ultimo turno)
6. Yang Ya-yi (qualificata)

## Qualificate
1. Viktorija Golubic
2. Moyuka Uchijima
3. Despoina Papamichaīl

1. Yang Ya-yi
2. Harriet Dart
3. Alexandra Eala

### Lucky loser
1. Jessika Ponchet

1. Viktória Hrunčáková

## Tabellone

### Legenda
| - Q = Qualificato - WC = Wild card - LL = Lucky loser | - ALT = Alternate - SE = Special Exempt - PR = Protected Ranking | - w/o = Walkover - r = Ritirato - d = Squalificato |

### Sezione 1
|  | Primo turno | Primo turno       | Primo turno       | Primo turno | Primo turno |  |  | Ultimo turno | Ultimo turno      | Ultimo turno | Ultimo turno | Ultimo turno |  |
|  |             |                   |                   |             |             |  |  |              |                   |              |              |              |  |
|  | 1           | Viktorija Golubic | Viktorija Golubic | 6           | 7           |  |  |              |                   |              |              |              |  |
|  |             | Kateryna Volodko  | Kateryna Volodko  | 4           | 5           |  |  | 1            | Viktorija Golubic | 6            | 4            | 6            |  |
|  | WC          | Liu Leyi          | Liu Leyi          | 4           | 0           |  |  | 11           | Jana Kolodjnska   | 2            | 6            | 4            |  |
|  | 11          | Jana Kolodjnska   | Jana Kolodjnska   | 6           | 6           |  |  |              |                   |              |              |              |  |

### Sezione 2
|  | Primo turno | Primo turno         | Primo turno         | Primo turno | Primo turno |  |  | Ultimo turno | Ultimo turno        | Ultimo turno        | Ultimo turno | Ultimo turno |  |
|  |             |                     |                     |             |             |  |  |              |                     |                     |              |              |  |
|  | 2           | Viktória Hrunčáková | Viktória Hrunčáková | 7           | 7           |  |  |              |                     |                     |              |              |  |
|  |             | Lu Jiajing          | Lu Jiajing          | 6           | 6           |  |  | 2            | Viktória Hrunčáková | Viktória Hrunčáková | 63           | 3            |  |
|  | WC          | Dang Yiming         | Dang Yiming         | 1           | 2           |  |  | 8            | Moyuka Uchijima     | Moyuka Uchijima     | 7            | 6            |  |
|  | 8           | Moyuka Uchijima     | Moyuka Uchijima     | 6           | 6           |  |  |              |                     |                     |              |              |  |

### Sezione 3
|  | Primo turno | Primo turno          | Primo turno          | Primo turno | Primo turno |  |  | Ultimo turno | Ultimo turno         | Ultimo turno         | Ultimo turno | Ultimo turno |  |
|  |             |                      |                      |             |             |  |  |              |                      |                      |              |              |  |
|  | 3           | Jil Teichmann        | 2                    | 6           | 2           |  |  |              |                      |                      |              |              |  |
|  |             | Ma Yexin             | 6                    | 4           | 6           |  |  |              | Ma Yexin             | Ma Yexin             | 3            | 3            |  |
|  |             | Maia Lumsden         | Maia Lumsden         | 64          | 1           |  |  | 9            | Despoina Papamichaīl | Despoina Papamichaīl | 6            | 6            |  |
|  | 9           | Despoina Papamichaīl | Despoina Papamichaīl | 7           | 6           |  |  |              |                      |                      |              |              |  |

### Sezione 4
|  | Primo turno | Primo turno     | Primo turno     | Primo turno | Primo turno |  |  | Ultimo turno | Ultimo turno    | Ultimo turno | Ultimo turno | Ultimo turno |  |
|  |             |                 |                 |             |             |  |  |              |                 |              |              |              |  |
|  | 4           | Jessika Ponchet | Jessika Ponchet | 6           | 6           |  |  |              |                 |              |              |              |  |
|  | WC          | Yang Yidi       | Yang Yidi       | 3           | 0           |  |  | 4            | Jessika Ponchet | 64           | 0            | r            |  |
|  | WC          | Shan Yu         | Shan Yu         | 1           | 3           |  |  | 12           | Yang Ya-yi      | 7            | 1            |              |  |
|  | 12          | Yang Ya-yi      | Yang Ya-yi      | 6           | 6           |  |  |              |                 |              |              |              |  |

### Sezione 5
|  | Primo turno | Primo turno       | Primo turno  | Primo turno | Primo turno |  |  | Ultimo turno | Ultimo turno      | Ultimo turno      | Ultimo turno | Ultimo turno |  |
|  |             |                   |              |             |             |  |  |              |                   |                   |              |              |  |
|  | 5           | Harriet Dart      | Harriet Dart | 6           | 6           |  |  |              |                   |                   |              |              |  |
|  | WC          | Xun Fangying      | Xun Fangying | 4           | 2           |  |  | 5            | Harriet Dart      | Harriet Dart      | 6            | 6            |  |
|  |             | Gao Xinyu         | 5            | 2           | r           |  |  | 7            | Valerija Savinych | Valerija Savinych | 3            | 4            |  |
|  | 7           | Valerija Savinych | 7            | 4           |             |  |  |              |                   |                   |              |              |  |

### Sezione 6
|  | Primo turno | Primo turno       | Primo turno       | Primo turno | Primo turno |  |  | Ultimo turno | Ultimo turno      | Ultimo turno      | Ultimo turno | Ultimo turno |  |
|  |             |                   |                   |             |             |  |  |              |                   |                   |              |              |  |
|  | 6           | Elizabeth Mandlik | Elizabeth Mandlik | 6           | 6           |  |  |              |                   |                   |              |              |  |
|  |             | Wei Sijia         | Wei Sijia         | 0           | 2           |  |  | 6            | Elizabeth Mandlik | Elizabeth Mandlik | 5            | 63           |  |
|  |             | Liang En-shuo     | 7                 | 1           | 5           |  |  | 10           | Alexandra Eala    | Alexandra Eala    | 7            | 7            |  |
|  | 10          | Alexandra Eala    | 5                 | 6           | 7           |  |  |              |                   |                   |              |              |  |